# Paropsisterna decolorata
Paropsisterna decolorata es una especie de escarabajo del género Paropsisterna, familia Chrysomelidae. Fue descrita científicamente por Félicien Chapuis en 1877.
Habita en Australia.